# Ројте
Ројте град је у Аустрији, смештен у западном делу државе. Значајан је град у покрајини Тирол, у оквиру округа Ројте.

## Природне одлике
Ројте се налази у западном делу Аустрије, 540 км западно од Беча. Главни град покрајине Тирол, Инзбрук, налази се 100 km северозападно од града.
Град Ројте се сместио у долини реке Лех, у ободном делу Тирола, близу границе са Немачком - 5 km северно. Изнад града се стрмо издижу Алпи. Надморска висина града је око 850 m.

## Становништво
| 1971. | 1981. | 1991. | 2001. | 2011. |
| ----- | ----- | ----- | ----- | ----- |
| 5.113 | 5.132 | 5.306 | 5.719 | 5.912 |

Данас је Ројте град са око 5.700 становника. Последњих деценија број градског становништва стагнира.

## Галерија
- Поглед на град са Алпа
- Остаци тврђаве Клаудија
- Фрањевачки манастир у Ројтеу
- Железничка станица Ројте